# Carole Merle
Carole Merle (n. 24 ianuarie 1964, Barcelonnette, Provence-Côte d'Azur-Corse⁠(d), Franța) este o schioară alpină ce a reprezentat Franța, medaliată olimpică. A participat la 2 ediții ale Jocurilor Olimpice (1992, 1994) în care a câștigat o medalie de argint.